# Полдарк (серія історичних романів)
«Полдарк» (англ. Poldark) — серія історичних романів англійського письменника Вінстона Ґрема (1908—2003), які були створені у період з 1945 по 2002 рік. BBC двічі адаптував романи в телесеріали: класичний «Полдарк» виходив у 1975—1977 роках, а нова версія серіалу «Полдарк» почала виходити у 2015 році.

## Історія написання
Серія книг складається з 12 романів: дія перших семи відбувається в кінці XVIII століття (сюжет завершується Різдвом 1799 року), а решти п'яти — в першій чверті XIX століття, й сюжет зосереджений на нащадках героїв попередніх романів. Перші чотири романи даної серії Ґрем написав у 1940-их і 1950-их роках, а потім, після двадцятирічної перерви, він вирішив продовжити серію; так, роман «Затемнення» був опублікований у 1973 році, а останній — «Белла Полдарк», вийшов друком у 2002 році.

## Сюжетна лінія
Головний герой — офіцер британської армії Росс Полдарк, після закінчення Війни за незалежність США повертається додому в Корнуолл, де виявляється, що його наречена Елізабет Чайновет, вважаючи його мертвим, заручена з його кузеном Френсісом Полдарком. Росс намагається відновити свій добробут, відкривши занедбану батьківську мідну шахту. Через декілька років він одружується з бідною служницею Демельзою Карн і поступово примиряється із втратою любові Елізабет.

## Список книг
Підзаголовком всіх книг є «Корнуольська історія» (англ. A Novel of Cornwall).
| №  | Назва українською     | Оригінальна назва         | Роки подій | Перша публікація |
| -- | --------------------- | ------------------------- | ---------- | ---------------- |
| 1  | Росс Полдарк          | Ross Poldark              | 1783-87    | 1945             |
| 2  | Демельза              | Demelza                   | 1788-90    | 1946             |
| 3  | Джеремі Полдарк       | Jeremy Poldark            | 1790-91    | 1950             |
| 4  | Ворлегган             | Warleggan                 | 1792-93    | 1953             |
| 5  | Затемнення            | The Black Moon            | 1794-95    | 1973             |
| 6  | Чотири голубки        | The Four Swans            | 1795-97    | 1976             |
| 7  | Штормова хвиля        | The Angry Tide            | 1798-99    | 1977             |
| 8  | Незнайомець з-за моря | The Stranger from the Sea | 1810-11    | 1981             |
| 9  | Танець мельника       | The Miller's Dance        | 1812-13    | 1982             |
| 10 | Чаша любові           | The Loving Cup            | 1813-15    | 1984             |
| 11 | Зігнута шабля         | The Twisted Sword         | 1815       | 1990             |
| 12 | Белла Полдарк         | Bella Poldark             | 1818-20    | 2002             |

## Головні герої

### Росс Полдарк
Росс Полдарк — головний герой усієї серії книг.
У першому романі йдеться про те, що Росс повертається додому з війни і дізнається, що його наречена Елізабет має намір одружитися з його кузеном Френсісом, оскільки всі вирішили, що Росс загинув. Втрата Елізабет робить життя Росса безрадісним. Він приймає спадщину свого покійного батька — неприбутковий мідний рудник. Втративши Елізабет, Росс одружується з Демельзою — дівчиною, яку він найняв у свій дім посудомийкою кілька років тому. Незабаром вона народжує дочку Джулію, яка в дитячому віці помирає від дифтерії; за наступні 20 років з'являються ще 4 дітей: Джеремі, Клоуенс, Ізабелла-Роуз і Генрі.
В автобіографії В. Ґрем стверджує, що персонаж Росса частково заснований на реальній особі льотчика-винищувача, якого він зустрів у поїзді під час Другої світової війни.
У «Корнуоллі Полдарка» Вінстон Ґрем згадує про те, що прізвище Полдарк він вигадав. Спочатку він назвав персонажа на честь свого друга, хіміка, на ім'я Полгрін. Однак Полгрін звучало несильно і не досить таємниче для персонажа, тому Ґрем змінив його на Полдарк.

### Демельза Полдарк (до шлюбуКарн)
Донька шахтаря Демельза, яка потрапляє в будинок Росса Полдарка посудомийкою разом зі своєю собакою Гарриком, не має особливих перспектив у житті. Проте вона незабаром стає чарівною і привабливою дівчиною та завойовує серце Росса. Темноволоса і з простим характером, Демельза є повною протилежністю витонченої Елізабет. Дві жінки ставляться одна до одної чемно, але з деякою пересторогою. Демельза проявляє сміливість і відданість Россу, хоча нерідко діє імпульсивно, викликаючи неприємності для них обох. В автобіографії «Мемуари пересічної людини» (англ. Memoirs of a Private Man) Ґрем згадує, що персонаж Демельзи принаймні частково заснований на особистості його власної дружини Джин Мері Вільямсон (1913—1992), яка була родом з Корнуоллу.

### Дуайт Еніс
Дуайт Еніс — молодий лікар, який приїздить до Корнуоллу після навчання в Лондоні. У нього зав'язується міцна дружба з Россом, яка триває впродовж довгих років. Він — сумлінний, співчутливий і добросердечний лікар, часто безплатно надає медичну допомогу бідним пацієнтам. У нього зав'язуються відносини з дружиною шахтаря, що тягнуть за собою трагічні наслідки. Потім він одружується з молодою спадкоємицею Керолайн Пенвенен.

### Керолайн Еніс (до шлюбу Пенвенен)
Керолайн — сирота, її виховує багатий дядько Рей. Вольова і незалежна, вона починає відносини з Дуайтом Енісом, всупереч волі дядька; їхня запланована втеча з метою одруження провалюється. Та все ж, через кілька років вони все-таки одружуються — після того, як Росс з друзями рятують Дуайта з французької в'язниці. Перша донька Керолайн і Дуайта, Сара, народжується з вадою серця і помирає в ранньому дитинстві. Пізніше у них народжуються ще дві доньки, Софі та Меліора.

### Елізабет (Полдарк) Ворлегган (до шлюбу Чайновет)
Перше кохання і до війни — наречена Росса Полдарка. Елізабет Чайновет вирішує, що він загинув, і стає дружиною його кузена Френсіса. Це витончена і красива жінка. Вона намагається бути гідною дружиною для Френсіса, однак може лише спостерігати крах свого шлюбу через алкоголізм, ненадійність та невірність чоловіка. Після загибелі Френсіса Елізабет бореться з бідністю і самотністю, і тому приймає пропозицію руки і серця від Джорджа Ворлеггана. У першому шлюбі в Елізабет народжується син Джеффрі Чарльз, у другому — син Валентин і донька Урсула.

### Джордж Ворлегган
Джордж — головний ворог Росса, належить до нового класу промисловців і банкірів. Хоча він і розцінюється аристократією як вискочка, за допомогою жорстокості та підступності стає надзвичайно впливовою особою. Завжди бездоганно одягнений і ввічливий, він постійно прагне збільшити свій добробут коштом інших, в тому числі й Полдарка. Він закоханий в Елізабет й одружується з нею після смерті Френсіса.

### Френсіс Полдарк
Френсіс — кузен Росса і, на відміну від нього, має схильність до легковажності, проте він — емоційна людина і здатний бути вельми впертим. Кузени дружили в дитинстві, але їх дружба проходить суворий іспит на міцність, коли Френсіс одружується з Елізабет — і це вплинуло на їхні відносини впродовж довгих років.

### Веріті Блейм (до шлюбу Полдарк)
Сестра Френсіса і кузина Росса. Веріті описана як добра, співчутлива дівчина. Вона довгі роки залишалася слухняною безшлюбною донькою, доглядаючи за своїм батьком, Чарльзом Полдарком, і займаючись справами маєтку. Одного разу вона закохується в морського капітана Ендрю Блейма, але пізніше їх стосунки руйнуються.

### Преподобний Осборн Вітворт
Осборн Вітворт з'являється в перших романах серії, а потім постійно присутній у декількох наступних романах, коли одружується з кузиною Елізабет — Морвенною Чайновет. Найбільше Вітворта турбують жінки та гроші. Досить грубий у поведінці й нахабний, він виголошує проповіді, які більше залякують парафіян, ніж надихають. Коли дружина Марвенна відмовляє йому в інтимній близькості під час своєї вагітності, він починає інтимні стосунки з її п'ятнадцятирічною сестрою Ровеллою, що, врешті-решт, негативно для нього закінчується.

## Телевізійні адаптації
- BBC адаптував перші сім романів серії у 29-серійний телесеріал «Полдарк», який виходив на екрани у 1975—1977 роках. Роль Росса Полдарка виконав Робін Елліс, а Демельзи — Ангарад Ріс.
- У 1996 році HTV зняв пілотний епізод потенційного серіалу за романом «Незнайомець з-за моря». Серія була неоднозначно сприйнята фанатами, в тому числі й через новий акторський склад — Джон Боуї зіграв Росса Полдарка, а Мел Мартін виконала роль Демельзи. Фанати й понад п'ятдесят членів «Товариства шанувальників Полдарка» влаштували протест перед штаб-квартирою HTV в Брістолі, вбравшись в костюми XVIII століття[4]. Пілотний епізод не мав успіху, і продовжувати серіал не стали.
- У новій адаптації BBC 2015 року, також під заголовком «Полдарк», головну роль зіграв Ейдан Тернер, а Елеонор Томлінсон виконала роль Демельзи[5]. Як і у випадку з оригінальним серіалом 1975 року випуску, показом «Полдарка» в США займався канал PBS.

## Історія публікації
- Перший роман — «Росс Полдарк» — був опублікований у Великій Британії в 1945 році. У США він був перевиданий в 1951 році, причому назва була змінена на «Відступник» (англ. The Renegade) і текст скорочений приблизно на 12%. Відтоді більшість видань використовують скорочений і перероблений текст[6].
- Другий роман — «Демельза» — був опублікований у Великій Британії в 1946 році. При перевиданні в США в 1953 році текст роману також був набагато скорочений (приблизно на 14%), і більшість видань відтоді використовують скорочену версію[6].